# Lew Nikołajew
Lew Nikołajewicz Nikołajew (ros. Лев Никола́евич Никола́ев; ur. 20 sierpnia 1937 w Sławiańsku nad Kubaniem – zm. 21 maja 2011 w Moskwie) – radziecki oraz rosyjski reżyser i scenarzysta filmów dokumentalnych, prezenter telewizyjny, dziennikarz, popularyzator nauki, były limnolog. Zasłużony Działacz Kultury Federacji Rosyjskiej i dwukrotny laureat Krajowej Nagrody Telewizyjnej "TEFI" (2004, 2005), która jest rosyjskim odpowiednikiem Nagrody Emmy.

## Życiorys
W 1954 roku ukończył szkołę średnią i szkołę artystyczną w Krasnodarze. Potem podjął studia na Wydziale Fizyki Moskiewskiego Uniwersytetu Państwowego im. M.W. Łomonosowa. Po ukończeniu tej uczelni w 1960 roku pozostał tam na  aspiranturze do 1965 roku. Po aspiranturze porzucił naukę i postanowił poświęcić się kinu. W 1973 został redaktorem popularnonaukowego programu telewizyjnego Oczewidnoje-niewierojatnoje (Очевидное-невероятное, oczywiste-nieprawdopodobne), za który w 1980 roku wraz z Siergiejem Kapicą otrzymał Nagrodę Państwową ZSRR.